# Ulrich Kinsky von Wchinitz und Tettau

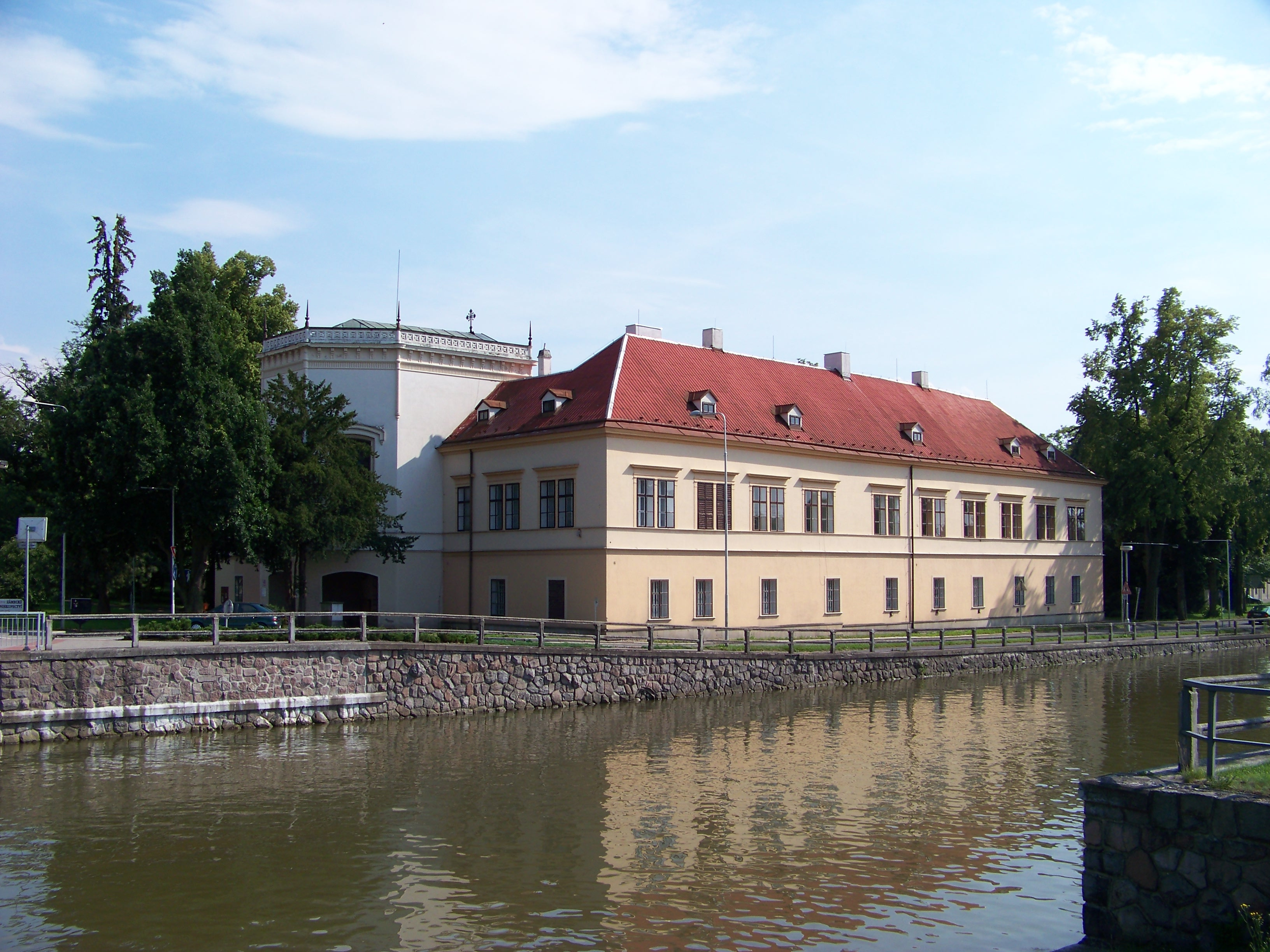
Slot in Choceň (sinds 1709 familiebezit)

Ulrich Ferdinand Adolf Antonius Bonaventura Maria Fürst Kinsky von Wchinitz und Tettau (Choceň, 15 augustus 1893 − Wenen, 19 december 1938) was de 10e Fürst en sinds 1930 chef van het huis Kinsky von Wchinitz und Tettau.

## Biografie
Kinsky werd geboren als zoon van Ferdinand Graf Kinsky von Wchinitz und Tettau (1866-1916), heer van Mährisch-Kromau en Horaždiowitz, en diens echtgenote Aglaë Prinzessin von Auersperg (1868-1919). Hij trouwde in eerste echt Katalin Gräfin Széchényi de Sárvár-Felsövidék (1893-1968) met wie twee dochters kreeg en van wie hij in 1930 scheidde. Hij trouwde in 1932 met Mathilde Freiin von dem Bussche-Haddenhausen (1900-1974), met wie hij een dochter en een zoon kreeg, onder wie zijn opvolger als chef van het huis: Franz Ulrich Kinsky von Wchinitz und Tettau (1936-2009); zij was een volle nicht van Gösta von dem Bussche-Haddenhausen (1902-1996). Hij was Keizerlijk en Koninklijk kamerheer en ridder van Eer en Devotie in de Orde van Malta.
Kinsky volgde in 1930 de broer van zijn vader op als chef van het huis en als heer van het fideï-commis Rositz en Choceň, heer van Česká Kamenice, Zlonitz en Heřmanův Městec. Volgens Oostenrijks recht was hij Graf Kinsky von Wchinitz und Tettau, maar die adellijke titel werd hem na afschaffing van de adel in Oostenrijk in 1918 ontnomen; volgens familietraditie voerde hij sinds 1930 de titel van Fürst met het predicaat doorluchtigheid (Durchlaucht).